# Edith Fischer
Edith Fischer (Santiago, 18 de febrero de 1935) es una pianista chilena. Se destaca por sus interpretaciones del ciclo completo de las Sonatas para piano de Beethoven, que ha tocado en vivo en 12 ocasiones.

## Biografía
Nació en Santiago de Chile, el 18 de febrero de 1935. Procede una familia musical, pues su madre Elena Waiss tocaba el piano y el clavecín, y su padre Zoltan Fischer, el violín. Asimismo, su hermano Edgar toca el violonchelo; su sobrino Rodolfo es director de orquesta y su sobrina Alicia toca el violín.
Su madre comenzó a darle clases, y a los 12 años tocó el Concierto para piano en sol mayor de Mozart con una orquesta a petición de Hermann Scherchen, con la Orquesta Sinfónica Nacional de Chile.
Entre 1952 y 1954 fue discípula de Claudio Arrau en Nueva York, con una beca que obtiene para viajar a Estados Unidos. Sobre Arrau como maestro, señala: "Arrau como maestro nos inculcó que no había que imitar, sino que cada uno tenía que encontrar su propia personalidad como intérprete." También fue alumna del pianista Dinu Lipatti.

### Carrera musical
Es galardonada con los premios Dinu Lipatti en Londres y el primer premio en el Concurso Internacional de Múnich. Más adelante emprende giras por América del Sur y del Norte, así como por India, Israel y Japón. También es solista de orquestas a nivel internacional. Ha interpretado el ciclo de 32 sonatas y Beethoven y la obra completa para piano de Maurice Ravel. El ciclo completo de las sonatas de Beethoven lo ha interpretado 12 veces en vivo.
En 1989 creó el Festival "Semana Internacional de Piano" en Blonay, Suiza.

### Vida personal
Está casada con el pianista Jorge Pepi-Alos, con quien forma un dúo pianístico. Desde el año 2007 regresó a vivir a Chile.

## Premios y reconocimientos
- Ganadora del concurso internacional de la Radio de Múnich
- Premio Dinu Lipatti en Londres
- Premio a la Música Nacional Presidente de la República en la categoría Música docta (2022)[9]

## Discografía
- Camille Saint-Saëns, Claude Starck: Violoncello. English Chamber Orchestra, Peter-Lukas Graf, Edith Fischer. Claves, 1975[10]
- Beethoven – Sonata No. 16 Op. 31,1, G Major / Sonata No. 17 Op. 31,2, D Minor. Claves, 1987[11]
- Schumann, Mendelssohn, Brahms: Obras para piano. Claves, 1988[12]
- The Complete Sonatas of Beethoven. Olympia, 1989[13]
- Ravel / Debussy. His Master's Voice[14]